# 564 г. пр.н.е.

## Събития

### В Азия

#### Във Вавилония
- Навуходоносор II (605 – 562 г. пр.н.е.) е цар на Вавилония.[1]

#### В Мала Азия
- Около тази година преселници от Милет и Фокея основават колонията Амисос.[2]

#### В Мидия
- Астиаг (585/4 – 550/49 г. пр.н.е.) е цар на Мидия.[3]

### В Африка

#### В Египет
- Фараон на Египет е Амасис II (570 – 526 г. пр.н.е).[4]

### В Европа
- В Гърция се провеждат 54-тe Олимпийски игри:
  - Победител в дисциплината бягане на разстояние един стадий става Хипострат от Кротоне.[5]
  - Арихион от Фигалия е удушен и умира, докато успешно печели за трети път състезанието по панкратион, но въпреки това мъртвият състезател е коронован за победител, защото противникът му се предава след като крака му е счупен.[5]
  - Състезанието по бокс е спечелено от Тисандър от Наксос, който става шампион през 572, 568 г. пр.н.е., в тазгодишните и в следващите олимпийски игри.[6]

## Починали
- Арихион, трикратен олимпийски шампион по панкратион